# 1984 w literaturze
Wydarzenia literackie w 1984 roku.

## Wydarzenia
- polskie
  - Stefan Kisielewski opublikował na łamach „Tygodnika Powszechnego” tzw. „czarną listę publicystów i dziennikarzy”
- zagraniczne
  - w literaturze chińskiej rozpoczął się nurt xungen wenxue, tzw. literatura poszukiwania korzeni
  - w Belgii wydano pierwszy słownik dla głuchoniemych

## Proza beletrystyczna i literatura faktu

### Język angielski
- Tom Clancy – Polowanie na Czerwony Październik (The Hunt for Red October)
- Frederick Forsyth – Czwarty protokół (The Fourth Protocol)
- Mario Puzo – Sycylijczyk (The Sicilian)
- John Updike – Czarownice z Eastwick (The Witches of Eastwick)
- J.G. Ballard – Imperium słońca (Empire of the Sun)

### Język polski

#### Pierwsze wydania
- Jan Drzeżdżon
  - Miasto automatów (Wydawnictwo Łódzkie)[1]
  - Twarz Boga (Spółdzielnia Wydawnicza „Czytelnik”)[2]
- Gustaw Herling-Grudziński – Dziennik pisany nocą 1980–1983
- Stanisław Lem – Prowokacja (Wydawnictwo Literackie)[3]
- Aleksander Minkowski
  - Bella, dziewczyna z gwiazd (Młodzieżowa Agencja Wydawnicza)[4]
  - Zmartwychwstanie Pudrycego (Państwowy Instytut Wydawniczy)[5]
- Wiesław Myśliwski – Kamień na kamieniu (Państwowy Instytut Wydawniczy)[6]
- Marek Nowakowski
  - Dwa dni z Aniołem (Instytut Literacki)
  - Rachunek (Przedświt: Warszawska Niezależna Oficyna Poetów i Malarzy)
  - Życie hordy (Społeczne Wydawnictwo Niezależne)
- Ewa Maria Ostrowska – Mama, Kaśka, ja i gangsterzy (Krajowa Agencja Wydawnicza)[7]
- Janusz A. Zajdel – Paradyzja (Wydawnictwo Iskry)[8]

#### Tłumaczenia
- Ruth Rendell – Kamienny wyrok (Judgement in stone), przeł. Katarzyna Heidrich-Żurkowska (Spółdzielnia Wydawnicza „Czytelnik”)[9]

### Inne języki
- Marguerite Duras – Kochanek (L’Amant)
- Bohumil Hrabal – Hovory lidí
- Milan Kundera – Nieznośna lekkość bytu (Nesnesitelná lehkost bytí)
- Milorad Pavić – Słownik chazarski

## Wywiady
- polskie
- zagraniczne
- wydania polskie tytułów zagranicznych

## Dzienniki, autobiografie, pamiętniki
- polskie
- zagraniczne
- wydania polskie tytułów zagranicznych

## Nowe eseje, szkice i felietony
- polskie
- zagraniczne
- wydania polskie tytułów zagranicznych

## Nowe dramaty
- polskie
  - Sławomir Mrożek – Alfa
  - Jarosław Abramow-Newerly
    - Maestro
    - Słowik Warszawy
- zagraniczne
- wydania polskie tytułów zagranicznych

## Nowe poezje
- polskie
  - Józef Łobodowski
    - Dwie książki (tomiki poetyckie: Dytyramby nieprzejednane, Popołudnie fauna)
    - Tryptyk o zamordowanym kościele (poematy o tematyce prawosławnej)
- zagraniczne
  - John Ashbery – A Wave
- zagraniczne antologie
- wydane w Polsce wybory utworów poetów obcych
- wydane w Polsce antologie poezji obcej

## Nowe prace naukowe i biografie
- zagraniczne
  - Bellarmino Bagatti – Gli scavi di Nazaret. Vol. II. Dal secolo XII ad oggi (razem z Eugenio Alliata)
  - Michel Foucault – Historia seksualności (Histoire de la sexualité)

## Urodzili się
- 25 stycznia – Joanna Lech, polska pisarka i poetka
- 14 kwietnia – Amelia Atwater-Rhodes, amerykańska pisarka
- 9 września – Mirosław Nahacz, polski pisarz (zm. 2007)
- Wojciech Chmielarz, polski pisarz
- Claudia Durastanti, włoska pisarka i tłumaczka
- Yan Ge, chińska pisarka

## Zmarli
- 12 lutego – Julio Cortázar, argentyński pisarz (ur. 1914)
- 21 lutego – Michaił Szołochow, rosyjski pisarz, noblista w 1965 (ur. 1905)
- 23 lutego – Uwe Johnson, niemiecki pisarz (ur. 1934)
- 24 lutego – Lech Bądkowski, polski i kaszubski pisarz (ur. 1920)
- 26 marca – Branko Ćopić, serbski poeta i prozaik (ur. 1915)
- 15 kwietnia – William Empson, angielski poeta oraz krytyk i teoretyk literatury (ur. 1906)
- 14 maja – Andrzej Babiński, polski poeta, jeden z poetów wyklętych (ur. 1938)
- 15 maja – Zofia Stulgińska, polska pisarka i tłumaczka (ur. 1902)
- 16 maja – Irwin Shaw, amerykański pisarz (ur. 1913)
- 19 maja – John Betjeman, angielski poeta, eseista i krytyk literacki (ur. 1906)
- 7 czerwca – Stanisław Pagaczewski, polski pisarz literatury dla dzieci i poeta (ur. 1916)
- 14 lipca – Ernest Tidyman, amerykański pisarz i scenarzysta (ur. 1928)
- 3 sierpnia – Władimir Tiendriakow, radziecki pisarz (ur. 1923)
- 5 sierpnia – Jerzy Zagórski, polski poeta, eseista i tłumacz (ur. 1907)
- 9 sierpnia – Walter Tevis, amerykański pisarz (ur. 1928)
- 26 sierpnia – Ruchl Fiszman, izraelska poetka tworząca w jidysz (ur. 1935)
- 30 sierpnia – Sawako Ariyoshi, japońska pisarka (ur. 1931)
- 4 września – Nodar Dumbadze, gruziński prozaik, poeta i dramaturg (ur. 1928)
- 18 września – Ferdynand Zamojski, polski prozaik (ur. 1914)
- 22 września – Pierre Emmanuel, francuski pisarz, dziennikarz, poeta i eseista (ur. 1916)
- 30 września – Anna Świrszczyńska, polska poetka, dramatopisarka, prozaiczka (ur. 1909)
- 28 października – Maria Skibniewska, polska tłumaczka (ur. 1904)
- 12 listopada – Stanisław Baliński, polski poeta, prozaik i eseista (ur. 1898)
- 13 listopada – Teodor Goździkiewicz, polski pisarz (ur. 1903)
- 16 listopada – Paul Pörtner, niemiecki dramatopisarz i poeta (ur. 1925)
- 20 listopada – Faiz Ahmad Faiz, pakistański poeta piszący w języku urdu (ur. 1911)
- 9 grudnia – Leszek Prorok, polski pisarz, eseista, dramaturg (ur. 1919)
- 14 grudnia – Vicente Aleixandre, hiszpański poeta, noblista w 1977 (ur. 1898)
- wrzesień – Richard Brautigan, amerykański pisarz i poeta (ur. 1935)

## Nagrody
- Nagroda Kościelskich – Bronisław Maj, Tadeusz Korzeniewski
- Nagroda Nobla – Jaroslav Seifert
- Nagroda Goncourtów – Marguerite Duras, L’Amant
- Nagroda Cervantesa – Ernesto Sábato
- Nagroda Renaudot – Annie Ernaux